# کیم جونگ-اون (بازیکن بسکتبال)
کیم جونگ-اون (انگلیسی: Kim Jung-eun؛ زادهٔ ۷ سپتامبر ۱۹۸۷) بازیکن زن بسکتبال اهل کره جنوبی است. وی در بازی‌های المپیک تابستانی ۲۰۰۸ و ۲۰۲۰ شرکت کرده‌است.